# Primera Iglesia Presbiteriana (Wetumpka)
La Primera Iglesia Presbiteriana fue un edificio religioso histórico ocupado por la iglesia presbiteriana, está ubicada en el 100 de West Bridge Street en Wetumpka, Alabama, Estados Unidos.

## Historia
La iglesia de estructura gótica de carpintero fue construida por un constructor local en 1856 a un costo de $2,300. Presentaba un exterior de estilo neogótico y un interior de estilo neogriego. El edificio terminado se inauguró el 14 de junio de 1857. Se agregó al Registro Nacional de Lugares Históricos en 1976.
Los miembros anteriores notables incluyeron al congresista secesionista William Lowndes Yancey y al undécimo gobernador de Alabama, Benjamin Fitzpatrick. La Guardia Ligera de Wetumpka partió para servir en el Ejército de los Estados Confederados desde el jardín de la iglesia en 1861. Después de la Guerra de Secesión, el senador John H. Bankhead se casó ahí con Tallulah James Brockman.
El histórico edificio de la iglesia fue destruido por un tornado EF2 el 19 de enero de 2019. El 22 de enero de 2019, el pastor Jonathan Yarboro declaró que el primer paso será salvar todo lo que quede y que la congregación está comprometida a reconstruir la iglesia como estaba antes de la tormenta.